# The Daily Star (Líbano)
The Daily Star es un periódico que abarca oriente medio, en idioma inglés y editado en Beirut, Líbano. 

## Historia
El diario se fundó en 1952 por Kamel Mrowa, el editor del diario árabe Al-Hayat para servir al creciente número de expatriados traídos por la industria del petróleo. Empezó a circular en el Líbano y luego se expandió por la región. Además de transmir noticias sobre los países natales de los trabajadores extranjeros, también los mantenía informados sobre la región. En la década de los 60 se había convertido en el principal periódico en inglés de Oriente Medio.

## Distribución
The Daily Star firmó un acuerdo de distribución, imprenta y representación de marketing con el International Herald Tribune en 2000. Bajo los términos del acuerdo, el Daily Star representaba al IHT en el Líbano, Siria, Jordania, Egipto, Yemen e Irak. El Daily Star también producía una edición local en Kuwait. Bajo este acuerdo, the Daily Star era publicado y distribuido junto con la edición de oriente medio del International Herald Tribune. La dirección del The Daily Star decidió, sin embargo, romper el acuerdo debido a una disputa por la longitud del periódico, dado que la dirección del IHT quería verla reducida. En al actualidad ya no se distribuye más con el IHT
Tras un cierre temporal en enero de 2009, el diario redujo considerablemente su tamaño. El periódico diario todavía tiene un gran número de lectores en línea, principalmente en Norteamérica, Europa y Australia. En 2009, su sitio web registró más de 80.000 visitantes únicos por día.